# Эф-ан-Тернуа
Эф-ан-Тернуа (фр. Œuf-en-Ternois) — коммуна во Франции, входит в регион О-де-Франс, департамент Па-де-Кале, округ Аррас, кантон Сен-Поль-сюр-Тернуаз.

## География
Расположена в 9,5 км по автодорогам к западу-юго-западу от города Сен-Поль-сюр-Тернуаз и в 43 км по автодорогам к западу-северо-западу от города Аррас. Граничит с коммунами Юмьер, Бовуа, Сиракур, Круазет, Гинекур, Лензё и Вильман.

## История
Впервые упоминается в 1239 году в форме Oes, до 1801 года называлась просто Эф (фр. Œuf). С 1793 по 1801 годы коммуна входила в состав кантона Фрамекур района Сен-Поль департамента Па-де-Кале. Затем коммуна входила в состав кантона Сен-Поль округа Сен-Поль, с 1926 года — округа Аррас.
По переписи 1861 года в коммуне проживало 502 человека (251 мужчина, 251 женщина) в 110 домохозяйствах в 102 жилых домах, также был один строящийся дом. Из 102 жилых домов 1 был двухэтажным, остальные — одноэтажными. По числу членов семей было 11 одиночек, 14 домохозяйств из двух членов, 17 — из трёх, 18 — из четырёх, 13 — из пяти членов, 16 — из шести, 21 — из семи и более членов. Все они были гражданами Франции (из них двое мужчин переехали из другого департамента) и католиками. Из 251 мужчины было 159 холостых, 83 женатых и 9 вдовцов, из 251 женщины — 147 холостых, 76 замужних и 28 вдов.
По профессии было:
- в сельскохозяйственном секторе: 62 собственника, обрабатывающих свои земли, с 131 членом семьи и 6 прислуживающими, 20 арендаторов с 60 членами семьи и 18 прислуживающими и 43 подёнщика с 75 членами семьи (всего 415 человек);
- в сфере промышленности и ремёсел: 4 каменщика или кровельщика с 5 членами семьи, 3 сапожника с 5 членами семьи и 2 прислуживающими, 3 мельника с 8 членами семьи и 3 прислуживающими, 4 работника общепита с 10 членами семьи, 10 каретников с 5 членами семьи и 1 прислуживающим (всего 63 человека);
- в сфере торговли: 2 торговца табаком (всего 2 человека);
- разные профессии: 2 домохозяина с 1 прислуживающим (всего 3 человека);
- люди свободных профессий: 2 врача с 3 членами семьи и 1 прислуживающим, 1 работник образования с 4 членами семьи (всего 11 человек);
- клир: 2 монашки с 2 членами семьи и 1 священнослужитель с 3 членами семьи (всего 8 человек).

По переписи 1866 года в коммуне проживало 504 человека (251 мужчина, 253 женщины) в 113 домохозяйствах в 99 жилых домах, также было два пустующих дома; 100 домов имели один этаж и 1 — два этажа. Из 504 человек 152 были неграмотными, 50 умели только читать, 302 — читать и писать. Из скота в коммуне имелось 118 лошадей, 8 ослов, 255 голов крупного рогатого скота, 397 овец, 28 коз и 248 свиней, также было 35 ульев пчёл.
| Мужчин | Возраст | Женщин |
| ------ | ------- | ------ |
| 0      | 85—89   | 2      |
| 0      | 80—84   | 1      |
| 2      | 75—79   | 4      |
| 9      | 70—74   | 9      |
| 12     | 65—69   | 8      |
| 13     | 60—64   | 12     |
| 8      | 55—59   | 9      |
| 14     | 50—54   | 12     |
| 13     | 45—49   | 14     |
| 16     | 40—44   | 12     |
| 16     | 35—39   | 14     |
| 17     | 30—34   | 19     |
| 16     | 25—29   | 20     |
| 31     | 20—24   | 18     |
| 21     | 15—19   | 18     |
| 18     | 10—14   | 18     |
| 22     | 5—9     | 29     |
| 23     | 0—4     | 34     |

По переписи 1891 года 392 жителя коммуны (183 мужчины, 209 женщин) распределялись по профессиям так:
- в сельскохозяйственном секторе: 9 собственников, обрабатывающих свои земли, с 9 работниками, 65 членами семьи и 4 прислуживающими, и 15 арендаторов с 16 работниками, 138 членами семьи и 6 прислуживающими (всего 262 человека);
- в промышленности и ремёслах: 1 металлообработчик с 2 членами семьи, 4 кожевника с 16 членами семьи, 1 работник по дереву с 6 членами семьи, 1 фонарщица, 2 мебельщика с 3 членами семьи и 1 работник пищевой промышленности c 3 членами семьи и 1 прислуживающим (всего 41 человек);
- в торговле: 10 работников общепита с 30 членами семьи и 1 прислуживающим (всего 41 человек);
- в администрации: 3 муниципальных служащих с 15 членами семьи (всего 18 человек);
- люди свободных профессий: 1 католический священник с 1 прислуживающим, 1 врач с 1 помощником, 9 членами семьи и 1 прислуживающим и 2 работника образования с 3 членами семьи (всего 19 человек);
- люди с другими источниками дохода: 9 рантье и пенсионеров с 1 членом семьи и 1 прислуживающим (всего 11 человек).

## Достопримечательности и инфраструктура
- Католическая церковь святого Мартина с кладбищем вокруг неё. С 1609 года сохранилась лишь колокольня, основной объём был выстроен заново после Второй мировой войны[7];
- Памятник павшим в Первой и Второй мировых войнах;
- Мэрия и зал собраний;
- Детский сад с 18 воспитанниками[8];
- Новое кладбище в северо-восточной части коммуны.

## Экономика
Средний располагаемый доход на единицу потребления в 2021 году составлял 22750 евро. Уровень безработицы в 2017 году — 6,8 % (в 2012 году — 9,6 %, в 2007 году 9,2 %). Из 146 жителей в возрасте от 15 до 64 лет — 74,7 % работающих, 5,5 % безработных, 6,8 % учащихся, 6,2 % пенсионеров и предпенсионеров и 6,8 % других неактивных.
Из 112 работающих 19 работали в своей коммуне, 93 — в другой. 86,6 % работающих добирались на работу на автомобиле, 9,8 % — наоборот, работали из дома.
Структура предприятий (всего 24) и рабочих мест (всего 21) в коммуне по состоянию на 31 декабря 2015 года:
- сельское хозяйство — 40,0 %
- промышленность — 6,7 %
- строительство — 11,1 %
- торговля, транспорт и сфера услуг — 31,1 %
  - в том числе торговля и ремонт автомобилей — 22,2 %
- государственные и муниципальные службы — 11,1 %

В этот период в сельском хозяйстве было 4 микропредприятия в сумме с 11 наёмными работниками и 3 учреждения без наёмных работников. В сфере услуг, торговли и транспорта имелось 7 учреждений без наёмных работников (из них 3 — в сфере торговли и ремонта автомобилей) и 2 (оба в сфере торговли и ремонта автомобилей) — в сумме с 5 наёмными работниками. В сфере государственных и муниципальных служб было два учреждения в сумме с 2 наёмными работниками и одно — без наёмных работников. Также имелось одно микропредприятие с 1 наёмными работником и одно — без наёмных работников в промышленности и два учреждения без наёмных работников и одно — с 2 наёмными работниками в строительстве.
В 2017 году в коммуне работало 35 человек. По состоянию на конец 2022 года, кроме индивидуальных предпринимателей, имелось 4 предприятия в сумме с 13 наёмными работниками в сельском хозяйстве, одно микропредприятие с одним наёмными работниками в сфере водоснабжения, одно микропредприятие без наёмных работников в сфере гражданского строительства и два в сумме с 3 наёмными работниками в сфере специализированного строительства, одно микропредприятие с одним наёмным работником в сфере ремонта автомобилей, два предприятия в сумме с 7 наёмными работниками в сфере оптовой торговли, одно агентство занятости с 2 наёмными работниками, одно учреждение с 2 наёмными работниками в сфере строительных услуг и ландшафтного дизайна, одно учреждение с одним наёмным работником в сфере образования, а также одно учреждение с 3 наёмными работниками в сфере государственного и муниципального управления (итого 15 учреждений с 33 наёмными работниками). Также 5 человек нанимали помощников по домашнему хозяйству. Крупных предприятий в коммуне нет.

## Политика
Пост мэра с 2020 года занимает Эрик Руссель (Éric Roussel). В муниципальный совет входит 11 депутатов, включая мэра. В 2020 году они были выбраны в первом туре безальтернативно.

## Демография
| Год  | Численность | Численность   |
| ---- | ----------- | ------------- |
| 1793 | 508         | [ 15 ]        |
| 1800 | 435         | [ 15 ]        |
| 1806 | 450         | [ 15 ]        |
| 1821 | 477         | [ 15 ]        |
| 1831 | 512         | [ 15 ]        |
| 1836 | 507         | [ 15 ]        |
| 1841 | 510         | [ 15 ]        |
| 1846 | 510         | [ 15 ]        |
| 1851 | 505         | [ 15 ]        |
| 1856 | 504         | [ 15 ]        |
| 1861 | 506         | [ 15 ]        |
| 1866 | 504         | [ 15 ]        |
| 1872 | 522         | [ 15 ]        |
| 1876 | 468         | [ 15 ]        |
| 1881 | 459         | [ 15 ]        |
| 1886 | 427         | [ 15 ]        |
| 1891 | 387         | [ 15 ]        |
| 1896 | 386         | [ 15 ]        |
| 1901 | 384         | [ 15 ]        |
| 1906 | 390         | [ 15 ]        |
| 1911 | 414         | [ 15 ]        |
| 1921 | 381         | [ 15 ]        |
| 1926 | 340         | [ 15 ]        |
| 1931 | 330         | [ 15 ]        |
| 1936 | 316         | [ 15 ]        |
| 1946 | 286         | [ 15 ]        |
| 1954 | 297         | [ 15 ]        |
| 1962 | 283         | [ 15 ]        |
| 1968 | 250         | [ 15 ]        |
| 1975 | 247         | [ 15 ]        |
| 1982 | 227         | [ 15 ]        |
| 1990 | 254         | [ 15 ]        |
| 1999 | 226         | [ 15 ]        |
| 2006 | 250         | [ 16 ]        |
| 2007 | 253         | [ 17 ]        |
| 2008 | 252         | [ 18 ]        |
| 2009 | 256         | [ 19 ]        |
| 2010 | 255         | [ 20 ]        |
| 2011 | 255         | [ 21 ]        |
| 2012 | 255         | [ 22 ]        |
| 2013 | 253         |               |
| 2014 | 256         | [ 23 ]        |
| 2015 | 254         | [ 24 ] [ 25 ] |
| 2017 | 249         | [ 26 ]        |
| 2018 | 250         | [ 27 ]        |
| 2019 | 251         | [ 28 ]        |
| 2020 | 256         | [ 29 ]        |
| 2021 | 254         | [ 30 ]        |
| 2022 | 253         | [ 31 ]        |

По переписи 2017 года в коммуне проживало 249 человек (122 мужчины и 127 женщин), 54,4 % из 204 человек в возрасте от 15 лет состояли в браке, 17,6 % никогда не состояли в браке или сожительстве. Также 12,7 % находились в сожительстве, 10,8 % были вдовыми.
| Мужчин | Возраст | Женщин |
| ------ | ------- | ------ |
| 0      | 100+    | 0      |
| 0      | 95—99   | 0      |
| 0      | 90—94   | 2      |
| 1      | 85—89   | 3      |
| 4      | 80—84   | 5      |
| 5      | 75—79   | 4      |
| 9      | 70—74   | 7      |
| 8      | 65—69   | 10     |
| 6      | 60—64   | 5      |
| 9      | 55—59   | 8      |
| 5      | 50—54   | 7      |
| 11     | 45—49   | 10     |
| 5      | 40—44   | 7      |
| 6      | 35—39   | 8      |
| 12     | 30—34   | 11     |
| 7      | 25—29   | 9      |
| 3      | 20—24   | 6      |
| 5      | 15—19   | 6      |
| 7      | 10—14   | 4      |
| 10     | 5—9     | 6      |
| 9      | 0—4     | 9      |

С 2012 по 2017 год средний ежегодный прирост населения составлял -0,5 % (естественный прирост 0,4 %, миграционная убыль 0,9 %). Средний уровень рождаемости составлял 14,3 ‰, а уровень смертности — 10,3 ‰.
В коммуне был 121 частный дом, из них 103 основных (первых) дома, 11 запасных и 7 пустующих. На каждый основной дом приходилось в среднем 2,42 человека.
Из 103 первых домов 90 находились в собственности, 13 арендовались.
Из первых домов 21 был построен до 1919 года, 21 — между 1919 и 1945 годами, 20 — между 1946 и 1970 годами, 22 — между 1971 и 1990 годами, 12 — между 1991 и 2005 годами, 5 между 2006 и 2014 годами. Среднее количество комнат в первых домах — 4,6. 72 первых дома имели отопление, в том числе 26 — электрическое.
Из 103 домохозяйств 95 имели автомобили, в том числе 43 — один автомобиль, 52 — два или более автомобиля.
Количество учащихся составляло 52 человека. Из 188 закончивших обучение 21,3 % не имели образования либо окончили начальную школу, 6,4 % окончили коллеж, 28,7 % имели среднее или среднее профессиональное образование, 22,3 % окончили лицей и 21,3 % имели высшее образование разного уровня.